# Radio Free Europe (cançó)
«Radio Free Europe» és el senzill de debut de la banda estatunidenca de rock alternatiu R.E.M.. Es va llançar l'any 1981 mitjançant el segell discogràfic Hib-Tone. El seu èxit per part de la crítica va provocar l'interès per part de la discogràfica I.R.S. Records. La banda va tornar a enregistrar la cançó dos anys després per incloure-la en l'àlbum de debut, Murmur, ara ja amb I.R.S. Records. Amb el seu rellançament, aquesta va entrar a la llista estatunidenca de senzills, arribant al 78è lloc.

## Producció
R.E.M. acabava de formar-se i tenia la intenció d'enregistrar material per una demo. Per aquest motiu van viatjar als Drive-In Studio de Winston-Salem per gravar algunes cançons amb el productor Mitch Easter, membre de la banda Let's Active. Finalment van realitzar un casset promocional amb les cançons «Radio Free Europe», «Sitting Still» i «White Tornado», aquesta darrera instrumental, del qual van vendre 400 còpies.
La lletra de la cançó és difícil de discernir perquè Stipe va decidir intencionadament que la lletra s'entengués. En les interpretacions en directe, Stipe acostuma a improvisar part de la lletra. La banda no ha publicat mai oficialment la lletra, tot i que alguns mitjans ho han fet segons la seva interpretació. El títol de la cançó no té cap relació amb la lletra i simplement el van escollir per la seva sonoritat.
La portada del senzill va ser dissenyada pel mateix Michael Stipe, cantant de la banda, que va escollir una foto borrosa. La primera tirada de 600 còpies es van enviar per ús promocional, però es van oblidar d'indicar l'adreça de contacte de Hib-Tone. En la segona tirada de 6000 còpies van solucionar aquest error.

## Rellançament
R.E.M. va signar per I.R.S. Records l'any 1982 i va proposar regravar la cançó per tal d'incloure-la en el seu àlbum de debut, Murmur, publicat l'any 1982. La banda hi va accedir perquè sentien que havien millorat el seu nivell com a músics de l'enregistrament inicial de 1981. Aquesta versió té petites diferències en la lletra i en el tempo, però malgrat tenir millor qualitat, la banda no va acabar contenta amb el resultat final.
Va esdevenir el primer senzill de la banda i també el primer que va entrar en la llista Billboard, concretament en el lloc 78, i s'hi va mantenir durant cinc setmanes. El senzill va anar acompanyat d'un videoclip dirigit per Arthur Pierson, i es va filmar al jardí de l'artista estatunidenc Howard Finster, que posteriorment es va encarregar de pintar la portada del segon àlbum de la banda, Reckoning.

## Llista de cançons
Totes les cançons foren escrites i compostes per Bill Berry, Peter Buck, Mike Mills, i Michael Stipe, excepte les indicades.. 
| 1.            | «Radio Free Europe» | 3:46 |
| 2.            | «Sitting Still»     | 3:07 |
| Durada total: | Durada total:       | 6:53 |

| 1.            | «Radio Free Europe» (edit)        | 3:10 |
| 2.            | «There She Goes Again» (Lou Reed) | 2:49 |
| Durada total: | Durada total:                     | 5:59 |